# 天后廟道

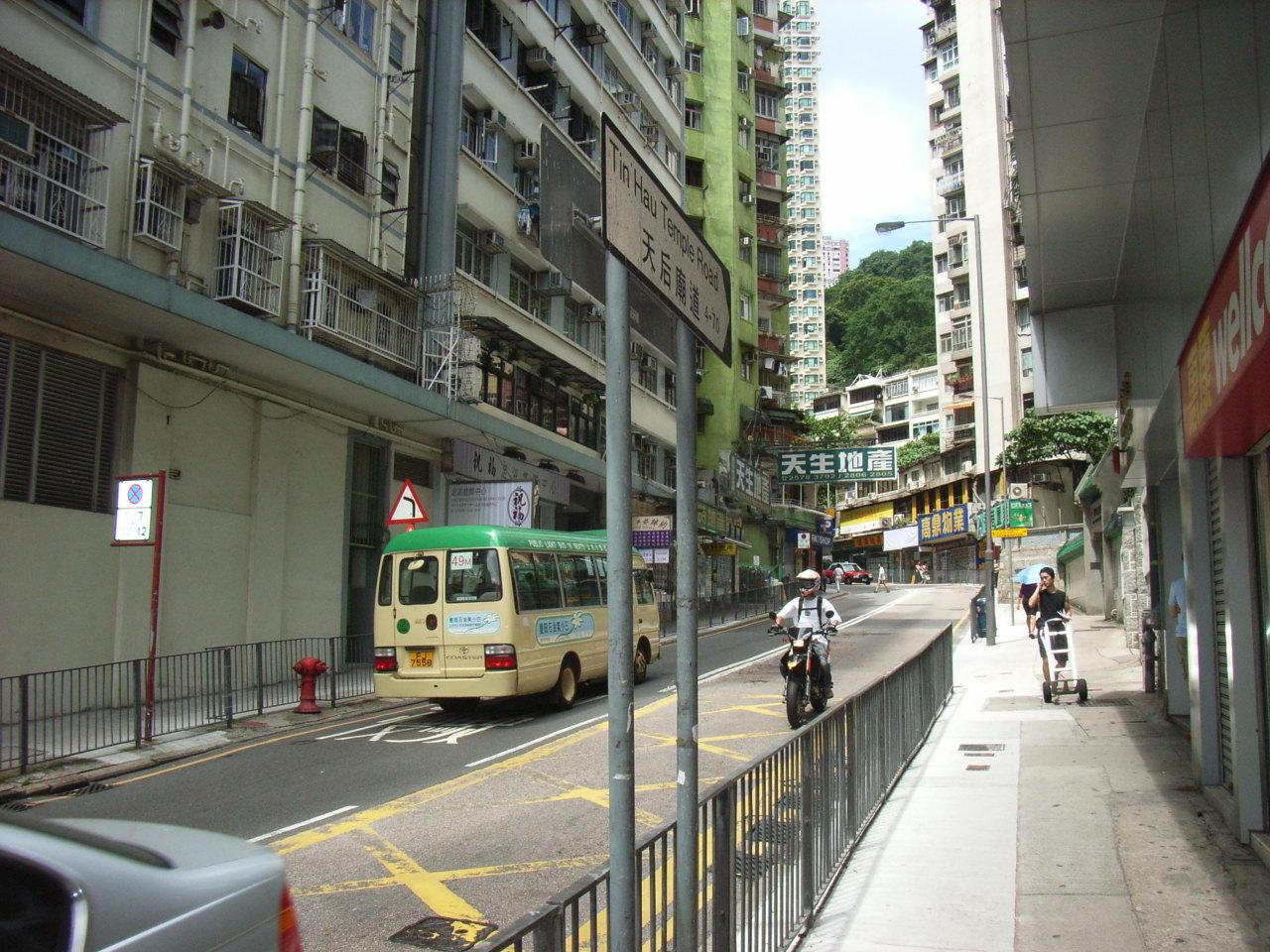
天后廟道的南端，近皇龍道

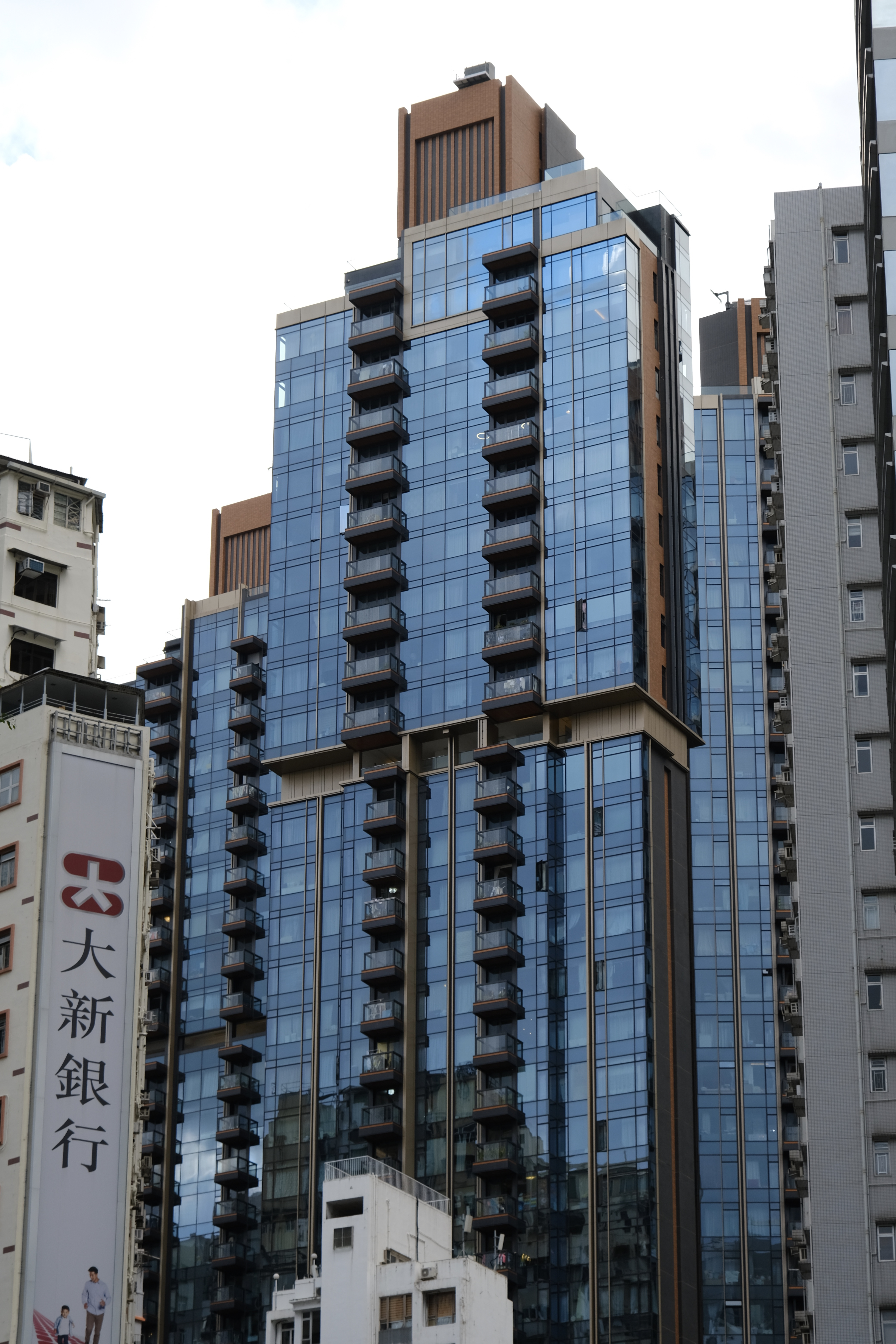
天后廟道豪宅柏傲山

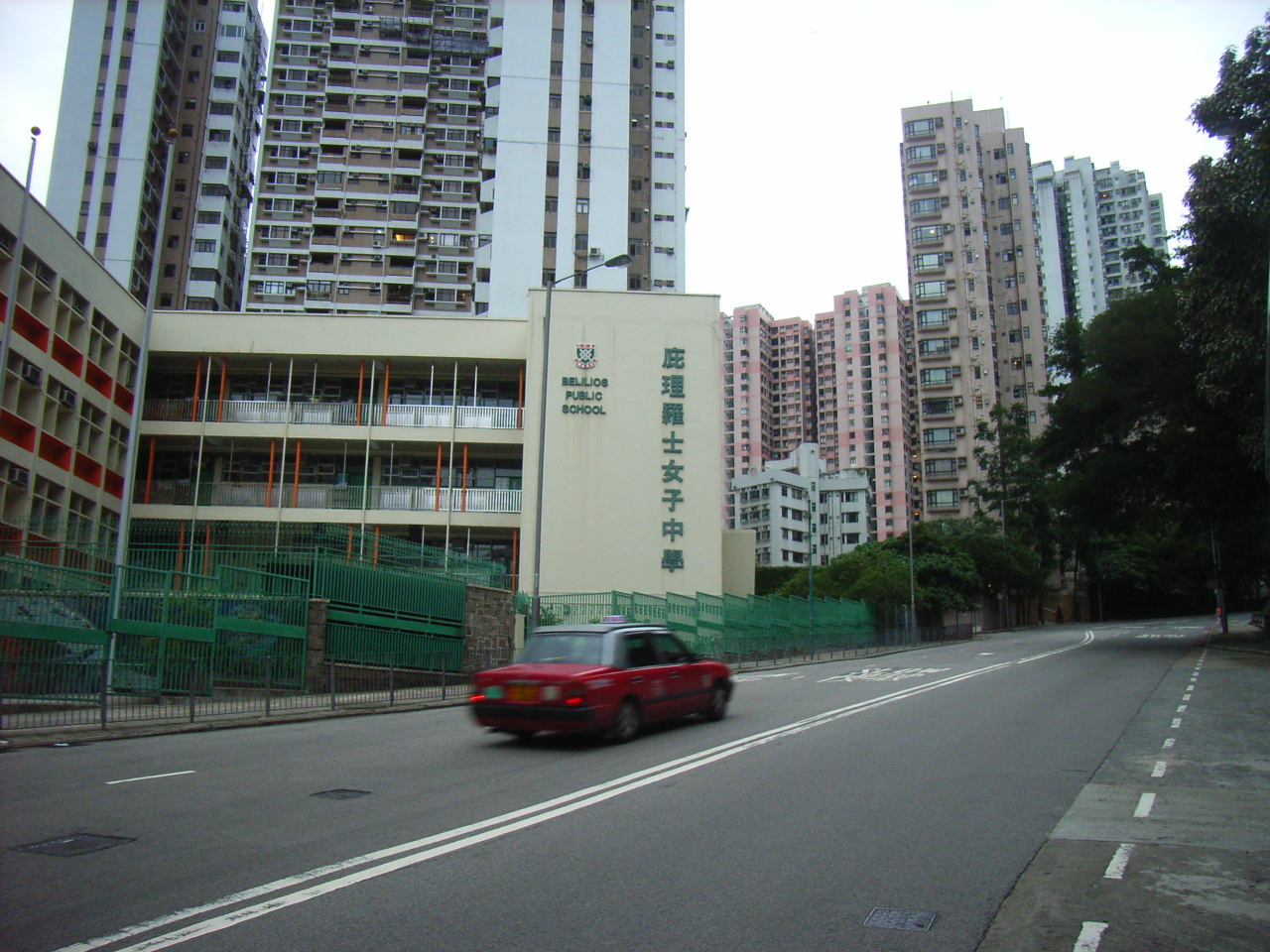
沿途經過庇理羅士女子中學

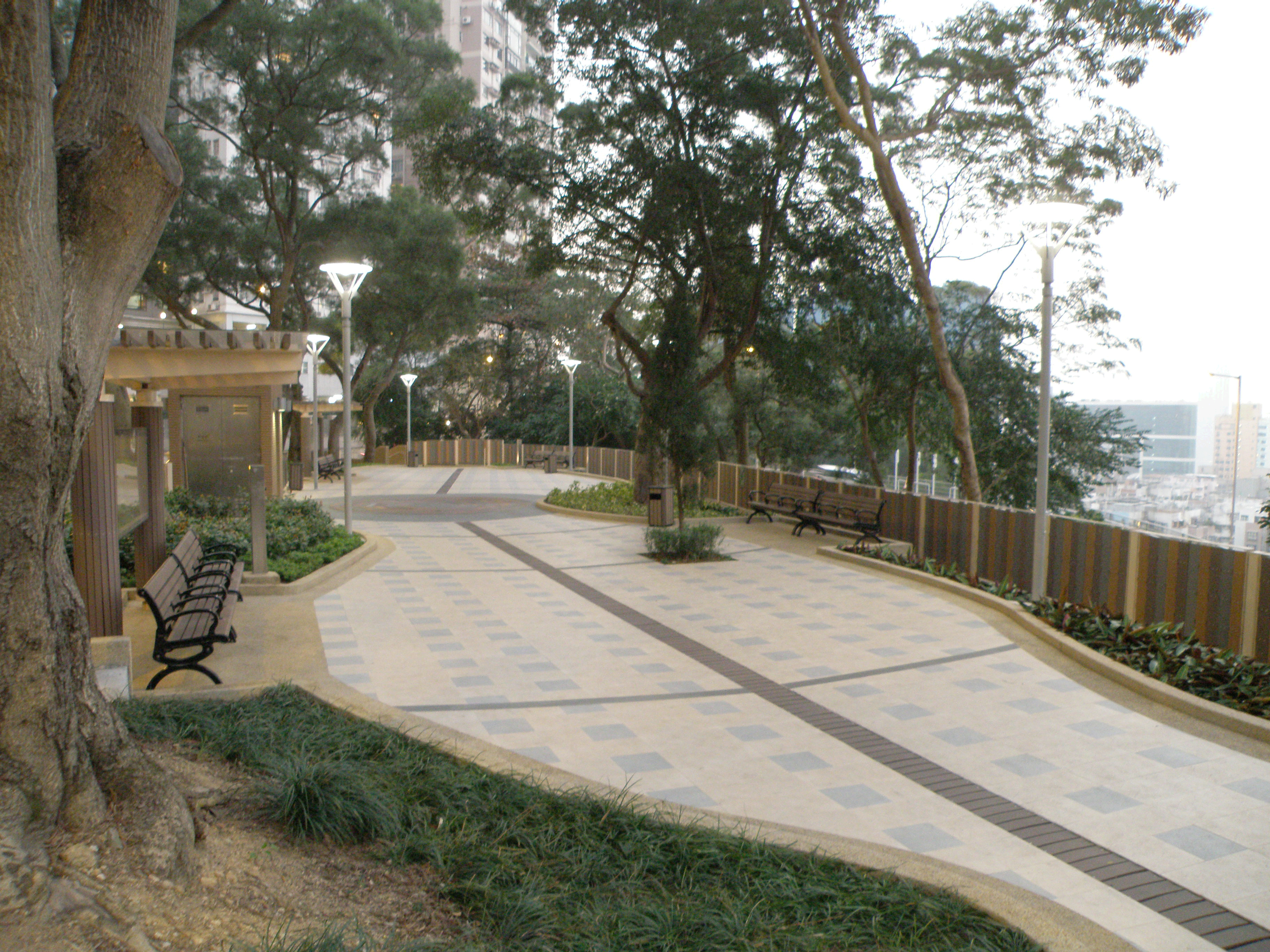
天后廟道公園

天后廟道（英語：Tin Hau Temple Road）是香港的一條街道，位於香港島寶馬山及天后，是該等地區的主要行車幹線之一。天后廟道全長2100米，向東西方雙向雙線行車。天后廟道的西端街口，連接山下的銅鑼灣道之東端、英皇道之西端，及高士威道的東端街口。而天后廟道的東端止於寶馬山豪宅瓊峯園以北，該處是海拔約110米，北望維多利亞港、東區走廊及廉政公署總部大樓等景觀。天后廟道沿路是斜坡道，有巴士及小巴出入，徒步者少，除了行山人士。天后廟道南端可經大坑大坑道通往勵德邨。
天后廟道之東端為寶馬山豪宅瓊峯園，其沿途路經百福道、寶馬山道、雲景道、炮台山道、康福台及皇龍道等多條主要道路。

## 歷史
天后廟道於1930年通車，當時只是一條長約200米的道路，由銅鑼灣道經過銅鑼灣天后廟門前，僅至現時蒙特梭利國際學校校址一帶的地段。隨著炮台山及寶馬山發展成住宅區，天后廟道於1955年起逐漸延長，至1960年代最終到延長到北角瓊峯園一帶。
1970年代，當局本來打算進一步東延天后廟道，途經現時康怡花園南部及耀東邨等地段，連接柴灣道近阿公岩道交界，同時會將勵德邨道延長，經皇龍道接駁天后廟道，以及在留仙街興建高架行車天橋讓車輛由天后廟道直達興發街。可是由於當局後來決定興建東區走廊，以上計劃最終擱置。

## 交匯道路

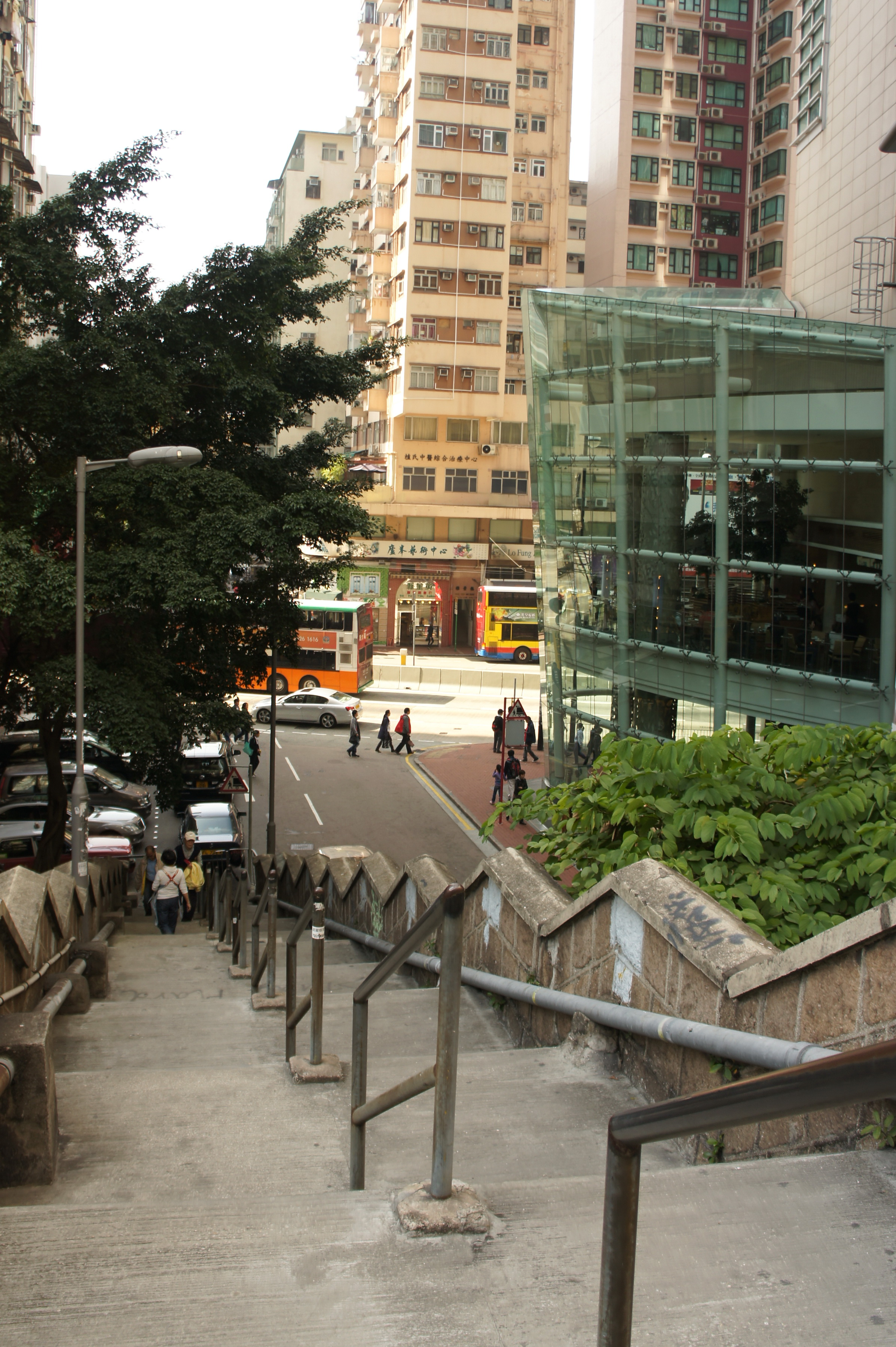
留仙街的石梯，下接英皇道，上連天后廟道，右方為銅鑼灣如心酒店。

天后廟道的灣仔區與東區交界較為複雜，天后廟道向上過了留仙街後，左邊為東區，而右邊則繼續屬於灣仔區，直至過了威景臺就全段歸東區。
- 英皇道
- 高士威道
- 銅鑼灣道
- 皇龍道
- 留仙街
- 新東方台
- 康福台
- 炮台山道
- 雲景道
- 百福道
- 寶馬山道
- 寶聯徑

## 鄰近設施

### 屋苑
- 柏景臺（英皇道1號），「白花油王子」顏福偉居住於此
- 傲龍軒（天后廟道18號）
- 飛龍臺（天后廟道26–32號）
- 威景臺（天后廟道70號）
- 富澤花園（炮台山道32號）
- 珊瑚閣（雲景道51–67號）
- 雲峰大廈（天后廟道114號）
- 百福花園（天后廟道151–173號）
- 寶馬山花園（寶馬山道1號）
- 瓊峰園（天后廟道202–216號）也是天后廟道的終點

### 學校
- 庇理羅士女子中學
- 張祝珊英文中學
- 金文泰中學
- 培僑中學
- 聖公會聖米迦勒小學

### 其他

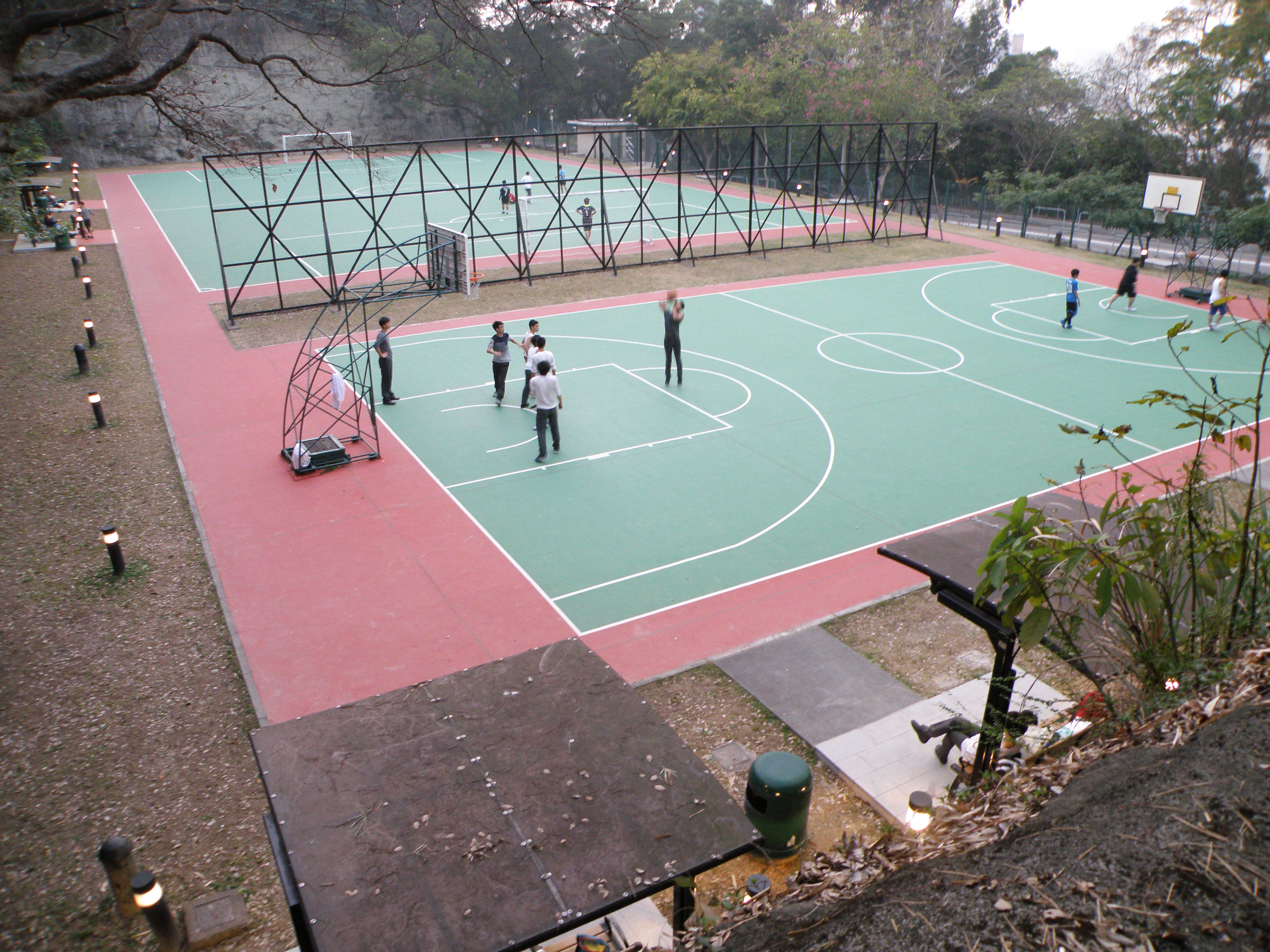
北角配水庫遊樂場

- 銅鑼灣天后廟
- 聖公會聖彼得堂
- 北角配水庫遊樂場（英語：North Point Service Reservoir Playground），位於香港北角天后廟道，是香港島一個由配水庫加建而成的露天兒童遊樂場及足球場，由康樂及文化事務署管理。

## 外部連結
维基共享资源上的相關多媒體資源：天后廟道